# Канонізація божеств
«Канонізація божеств» (кит. 封神演義; 封神榜, Феньшен яє) — китайський роман XVI ст., написаний за династії Мін, між 1567 і 1619 роками. Авторство приписується Сюй Чжунліню. Складається зі 100 розділів, де поєднано елементи історії, фольклору, міфології, легенд і фентезі.
Дія розгортається в епоху занепаду династії Шан (1600—1046 рр. до н. е.) і піднесення династії Чжоу (1046—256 рр. до н. е.). У романі переплітаються численні елементи китайської міфології, китайської народної релігії, китайського буддизму, конфуціанства та даосизму, включаючи божеств, демонів, безсмертних і духів. Назва пов'язана з тим, що низка головних героїв завдяки своїм подвигам здобувають ранг божеств і безсмертя.

## Назва
Оригінальна назва «Феньшен яє» може перекладатися як «Канонізація божеств», «Створення божеств», «Інвеститура божеств». Зустрічається також адаптована назва «Апофеоз героїв». Твір відомий і під іншими назвами: «Повна історія династій Шан і Чжоу» (商周列国全传) та «Переказ історії завоювання царем У царя Чжоу» (武王伐纣外史).

## Сюжет
Роман фантастично описує боротьбу Цзі Фа проти царя Чжоу, останнього правителя династії Шан. Сюжет включає розповіді про багатьох китайських міфологічних персонажів, які також беруть участь у боротьбі. Ці постаті включають героїв-людей, безсмертних і різних духів (які зазвичай представлені у формі тварин і неживих об'єктів).
Підґрунтям подій стає блюзнірство царя Чжоу. Він необачно каже про богиню Нюйву, що хотів би одружитися з нею. За це Нюйва посилає проти нього трьох перевертнів: тисячолітню лисицю, дев'ятиголового фазана та нефритову піпу. Вони стають його наложницями, щоб наставити на згубний шлях. Головна лиходійка роману — це тисячолітня лисиця-перевертень Дацзі. Вона закохує царя в себе та маніпулює ним. Чжоу під її впливом перестає дбати про народ і переслідує всіх, хто наважуються говорити йому правду, вбиває чесних міністрів і навіть власного сина. Дацзі, користуючись становищем, випрошує непомірно дорогі подарунки, влаштовує в палаці оргії, вигадує різні знаряддя тортур, щоб мучити людей задля своєї розваги. Чжоу всіляко догоджає улюбленій наложниці, погоджуючись на злочини. За намовою Дацзі він наказує вбити сміливого воєначальника та зробити з його м'яса пироги, які подати батькові вбитого, Джі Чангу.
Джі Чанг планує помсту за сина. Він дізнається про стратега Цзан Цзія, що чекає на гідного правителя, на користь якого використав би свої здібності. Цзі Фа завдяки допомозі Цзян Цзія збирає армію, щоб повалити тирана та відновити мир і порядок. Обидві сторони залучають на свій бік різних надприродних істот — божеств, безсмертних, демонів, духів і чарівників. Юаньші Тяньцзун («Первісний Володар Неба») засмучений тим, що 12 його учнів покинули навчання в нього та втручаються в справи смертних. Він дарує Цзян Цзія список 365 небесних богів, який дозволяє викликати їх на допомогу. Але Нюйва вдається до хитрощів і посилає до Цзан Цзія іншого перевертня — Нефритову Піпу в подобі прекрасної жінки. Цзан Цзія викриває підступи і страчує Нефритову Піпу. Крім того йому перешкоджає його молодший брат Шень Гунбао, що виступає за царя Чжоу.
Герої-борці за свободу царства Чжоу та деякі з їхніх шляхетних суперників зрештою наділяються за свої подвиги статусом, рівним божественному, звідки й назва роману. Вину за лихоліття в царстві покладають на Дацзі, визнаючи царя невинним, бо він був зачарований. Чжоу вбиває лиходійку чарівним мечем і скоює самогубство. Цзан Цзія стає канцлером і допомагає розбудовувати царство.

## Історія створення
Авторство «Канонізації божеств» приписується Сюй Чжунліню, іноді конфуціанському книжнику Лю Сінсіню. Написання відбулося між 1567 і 1619 роками. Проте, єдиною вказівкою на Сюй Чжунліня є згадка його псевдоніма в 2-му розділі: «Відредаговано самітником з Червоної гори». Деякі дослідники вважають, що «Сюй Чжунлінь» теж був псевдонімом, оскільки про подробиці життя письменника відомо вкрай мало. Ще одна версія — автором «Канонізації божеств» є Ланьлінський пересмішник (можливо, історик Ван Шичжень), який написав цей роман після того, як закінчив роботу над «Квіти сливи в золотій вазі».
За деякими версіями Сюй Чжунлінь написав свій роман як посаг для власної доньки. Після публікації твір забезпечив родині багатство. Лю Сінсінь, інший ймовірний автор, був добре обізнаним з буддизмом і даосизмом, але, не здобувши бажаної посади, став мандрівним ченцем і прагнув прославитися завдяки книзі, що зрівнялася б із «Подорожжю на Захід» і «Річковим прибережжям». Ван Шичжень, за легендою, написав «Канонізацію божеств» через страх, що еротичні «Квіти сливи в золотій вазі» не сподобаються імператору.
Можливо, «автора» як такого не було, а якась особа лише об'єднала і впорядкувала тексти, котрі існували раніше.
Роман був популярний за династії Мін, як і інші романи про богів і демонів, оскільки в той час між собою конкурували буддизм і даосизм.

## Літературні особливості
Поняття божества в китайській традицій відрізняється від європейського: як монотеїстичного, так і язичницького. До божеств належать як центральні постаті релігій (Будда Ґаутама), так і численні безсмертні та їхні учні. Здебільшого це особи, що або звільнилися з циклу перероджень, або напевно перебувають на шляху до цього, завдяки чому здобули надприродні сили. При цьому шляхом до звільнення постають і буддизм, і даосизм. Характерно, що в «Канонізації божеств» немає моральних вимог до того, щоб стати божеством. Для цього достатньо сприяти отриманню безсмертя видатними смертними, які не могли цього досягти самотужки.

## Головні адаптації

### Драматургія
- «Піншу» (1970) — радіовистава Юань Куочена, що складається з усього роману у 200 епізодах.

### Кіно й телебачення
- «Історія китайських богів» (1976) — анімаційний фільм.
- «Божественний парад» (1981) — серіал TVB.
- «Шляхетні боги» (2001) — гонконгський телесеріал, створений TVB.
- «Легенда і герой» (2007) — китайський телесеріал. За ним вийшло продовження «Легенда і герой 2» (2009).
- «Канонізація божеств» (2014) — китайський бойовик, створений Shandong Television.
- «Ліга богів» (2016) — китайський 3D-фільм, створений China Star Entertainment Group.
- «Хроніки Божественного порядку» — гонконзька маньхуа, випуск триває.
- «Нечжа» (2019) — китайський 3D-анімаційний фільм та його продовження «Нечжа 2» (2025).
- «Канонізація божеств» (2019) — китайський бойовик, створений Mango Studio.
- «Цзян Цзія» (2020) — китайський 3D-анімаційний фільм.
- «Нові боги: відродження Нечжі» (2021) — китайський 3D-анімаційний фільм.
- «Нові боги: Ян Цзянь» (2022) — китайський 3D-анімаційний фільм.
- «Створення богів» (2023) — китайський фільм.
- «Створення богів 2» (2023) — китайський фільм[6].

### Відеоігри
- Mystic Heroes (バトル封神) — відеогра 2002 року від Koei, заснована на книзі.
- Warriors Orochi — серія відеоігор виробництва Koei. У ній фігурують Дацзі, Нечжа та Цзян Цзія (у грі — Тайгун Ван).